# Segunda Categoría de Sucumbíos 2017
El Campeonato Provincial de Segunda Categoría de Sucumbíos 2017 fue un torneo de fútbol en Ecuador en el cual compitieron equipos de la Provincia de Sucumbíos. El torneo fue organizado por la Asociación de Fútbol No Amateur de Sucumbíos y avalado por la Federación Ecuatoriana de Fútbol. El torneo empezó el 7 de junio y terminó el 5 de julio de 2017. Participaron 4 clubes de fútbol y se entregó un cupo al zonal de la Segunda Categoría 2017 por el ascenso a la Serie B.

## Sistema de campeonato
El sistema determinado por la Asociación de Fútbol No Amateur de Sucumbíos fue el siguiente:
- El Campeonato Provincial de Sucumbíos 2017 se jugó en dos etapas.

- Según lo establecido, fue jugado por 4 equipos que se disputaron el ascenso en dos etapas. En total se jugaron 9 fechas que iniciaron el 7 de junio.

- La primera etapa se jugó todos contra todos (6 fechas).

- La segunda etapa se jugó de igual manera que la primera todos contra todos (3 fechas).

- Concluidas las 9 fechas del torneo el primero de la Tabla General clasificó al Zonal de Segunda Categoría 2017 y fue proclamado el campeón.

## Equipos participantes
| Equipos participantes                          | Equipos participantes | Equipos participantes |
| ---------------------------------------------- | --------------------- | --------------------- |
|                                                |                       |                       |
| Equipo                                         | Ciudad                | Estadio               |
| Club Social Cultural y Deportivo Caribe Junior | Lago Agrio            | Carlos Vernaza        |
| Club Social Cultural y Deportivo Chicos Malos  | Lago Agrio            | Carlos Vernaza        |
| Club Social y Deportivo Consejo Provincial     | Lago Agrio            | Carlos Vernaza        |
| Club Deportivo Oriental                        | Shushufindi           | Carlos Vernaza        |

## Equipos por cantón
| Cantón      | N.º | Equipos                                             |
| ----------- | --- | --------------------------------------------------- |
| Lago Agrio  | 3   | - Caribe Junior - Chicos Malos - Consejo Provincial |
| Shushufindi | 1   | - Deportivo Oriental                                |

## Clasificación
|  |    | Equipo             | PJ | PG | PE | PP | GF | GC  | DG   | PTS |
|  | -- | ------------------ | -- | -- | -- | -- | -- | --- | ---- | --- |
|  | 1. | Deportivo Oriental | 9  | 7  | 2  | 0  | 61 | 6   | +55  | 23  |
|  | 2. | Caribe Junior      | 9  | 5  | 2  | 2  | 50 | 10  | +40  | 17  |
|  | 3. | Chicos Malos       | 9  | 3  | 2  | 4  | 33 | 23  | +10  | 11  |
|  | 4. | Consejo Provincial | 9  | 0  | 0  | 9  | 5  | 115 | −110 | 0   |

|  | Campeón y clasificado a los zonales de Segunda Categoría 2017. |

## Evolución de la clasificación
| Equipo / Jornada   | 01 | 02 | 03 | 04 | 05 | 06 | 07 | 08 | 09 |
| ------------------ | -- | -- | -- | -- | -- | -- | -- | -- | -- |
| Deportivo Oriental | 1  | 1  | 1  | 1  | 1  | 1  | 1  | 1  | 1  |
| Caribe Junior      | 2  | 2  | 2  | 2  | 2  | 2  | 2  | 2  | 2  |
| Chicos Malos       | 3  | 3  | 3  | 3  | 3  | 3  | 3  | 3  | 3  |
| Consejo Provincial | 4  | 4  | 4  | 4  | 4  | 4  | 4  | 4  | 4  |

## Resultados

### Primera vuelta
| Fecha 1      | Fecha 1   | Fecha 1            |
| Equipo Local | Resultado | Equipo Visitante   |
| ------------ | --------- | ------------------ |
| Caribe JR    | 1-1       | Chicos Malos       |
| Dep.Oriental | 17-0      | Consejo Provincial |

| Fecha 2      | Fecha 2   | Fecha 2            |
| Equipo Local | Resultado | Equipo Visitante   |
| ------------ | --------- | ------------------ |
| Caribe JR    | 0-1       | Dep.Oriental       |
| Chicos Malos | 10-0      | Consejo Provincial |

| Fecha 3            | Fecha 3   | Fecha 3          |
| Equipo Local       | Resultado | Equipo Visitante |
| ------------------ | --------- | ---------------- |
| Consejo Provincial | 1-16      | Caribe JR        |
| Chicos Malos       | 0-0       | Dep.Oriental     |

| Fecha 4      | Fecha 4   | Fecha 4            |
| Equipo Local | Resultado | Equipo Visitante   |
| ------------ | --------- | ------------------ |
| Caribe JR    | 4-0       | Consejo provincial |
| Dep.Oriental | 4-0       | Chicos Malos       |

| Fecha 5            | Fecha 5   | Fecha 5          |
| Equipo Local       | Resultado | Equipo Visitante |
| ------------------ | --------- | ---------------- |
| Consejo Provincial | 1-17      | Chicos Malos     |
| Dep.Oriental       | 3-1       | Caribe JR        |

| Fecha 6            | Fecha 6   | Fecha 6          |
| Equipo Local       | Resultado | Equipo Visitante |
| ------------------ | --------- | ---------------- |
| Consejo Provincial | 1-12      | Dep.Oriental     |
| Chicos Malos       | 1-2       | Caribe JR        |

### Segunda vuelta
| Fecha 1      | Fecha 1   | Fecha 1            |
| Equipo Local | Resultado | Equipo Visitante   |
| ------------ | --------- | ------------------ |
| Caribe JR    | 3-1       | Chicos Malos       |
| Dep.Oriental | 16-2      | Consejo Provincial |

| Fecha 2      | Fecha 2   | Fecha 2            |
| Equipo Local | Resultado | Equipo Visitante   |
| ------------ | --------- | ------------------ |
| Chicos Malos | 2-1       | Consejo Provincial |
| Caribe JR    | 2-2       | Dep.Oriental       |

| Fecha 3            | Fecha 3   | Fecha 3          |
| Equipo Local       | Resultado | Equipo Visitante |
| ------------------ | --------- | ---------------- |
| Consejo provincial | 0-11      | Caribe JR        |
| Chicos Malos       | 1-5       | Dep.Oriental (C) |

## Campeón
|                                                                                           |
|                                                                                           |
| Club Deportivo Oriental 1.er título Clasifica a los zonales de la Segunda Categoría 2017. |

## Goleadores
- Actualizado el 29 de julio de 2017

| Jugador              | Equipo             | Goles |
| -------------------- | ------------------ | ----- |
| 1. Christian Ramírez | Deportivo Oriental | 20    |
| 2. Carlos Mero       | Deportivo Oriental | 13    |
| 3. Steven Zambrano   | Caribe Junior      | 11    |
| 4. Félix Alvarado    | Caribe Junior      | 9     |